# Schmidtiana palawana
Schmidtiana palawana är en skalbaggsart som först beskrevs av Schultze 1922.  Schmidtiana palawana ingår i släktet Schmidtiana och familjen långhorningar.
Artens utbredningsområde är Filippinerna. Inga underarter finns listade i Catalogue of Life.